# Kabardes
Cet article concerne le peuple kabarde. Pour la langue kabarde, voir Kabarde.
Les Kabardes sont un peuple de Ciscaucasie, voisins des Balkars au sud, et des Ossètes à l'est et au sud-est. Ils sont considérés comme des descendants de la branche orientale des Adyguéens, bien que leur langue, le kabarde, apparaisse assez différente.
Les Kabardes sont environ 600 000 dont 400 000 en république autonome de Kabardino-Balkarie (Russie), le reste en Géorgie et en Turquie (plateau de Uzunyayla, dans la province de Kayseri). Ils sont établis dans le Caucase depuis le Ier siècle de notre ère. Ils sont en grande majorité musulmans sunnites, mais certains vivant dans le district de Mozdok (Ossétie du Nord-Alanie) sont chrétiens orthodoxes.